# شهرک شهیدمدنی

## جمعیت
این شهرک  در دهستان حومه قرار دارد و براساس سرشماری مرکز آمار ایران ۱۳۹۵، جمعیت آن ۱٬۴۶۷ نفر (۴۷۰خانوار) بوده‌است.

## مسئولین شهرک شهید مدنی
دهیار شهرک شهید مدنی، اسماعیل نوروزی می‌باشد.
و شوراهای دوره پنجم شهرک شهید مدنی غلامرضا درویش پور، رضا جاودانی مهر و علیرضا محمد پور می‌باشند.
- «نتایج سرشماری ایران در سال ۱۳۸۵». درگاه ملی آمار. بایگانی‌شده از روی نسخه اصلی در ۲۱ آبان ۱۳۹۲.